# Акешхус
Акешюс (книжовен норвежки: Akershus) е фюлке (област) в Норвегия. Той е кръстен на крепостта Акерсхус в Осло. От средновековието до 1919 г. Акерсхус е феод и главен окръг, който включва по-голямата част от Източна Норвегия. След 2020 г. бившият окръг Акерсхус е слят с окръг Викен заедно с бившите окръзи Йостфол и Бюскерю. През 2021 г. администрацията на окръг Викен инициира процес за възстановяване на Акешхус като окръг. Населението е 523 272 жители (2008 г.), а има площ от 4918 кв. км. Намира се в часова зона UTC+1, а лятното часово време е по UTC+2. Областта обгръща столицата на Кралство Норвегия Осло, подобно на отношенията между София и Софийска област. Администрацията на областта се намира в Осло, който сам по себе си формира самостоятелна област. Основното летище на Осло – Гардермьоен, се намира в областта. Областта разполага също и с две болници.

## География
Като географски термин значението на Акешхус се е променило с течение на времето. Първоначално Акешхус се отнася основно за окръг Акешхус, който включва по-голямата част от Източна Норвегия, с изключение на Горен Телемарк и Бохуслен (сега основно част от Швеция). Съвременният окръг Акешхус е пряко продължение на подокръг Акешхус, създаден през 1682 г. Главният окръг Акешхус престава да съществува през 1919 г., след което Акешхус става синоним на модерния окръг. Най-централната и важна община на Акешхус, Акер, е прехвърлена и слята с Осло през 1948 г.
След 1948 г. окръг Акерсхус е условно разделен на Аскер и Берум на запад от Осло, Фоло и Ромерике.
Обхващайки множество предградия и градски райони на Осло, Акешхус е един от най-гъсто населените райони в страната. Основните национални железопътни линии в Осло минават през Акешхус с много възли и станции като Аскер, Санвика, Ски и Лилестрьом. Акешхус включва част от езерото Мьоса и част от река Глома.
Окръгът включва и историческото място Ейдсвол, на 48 км северно от Осло, в което националното събрание ратифицира норвежката конституция през 1814 г. Южно от Ейдсвол е международното летище, летище Осло Гардермоен. Предишното международно летище на Осло, Форнебу, също се намира в Акешхус . Имението на престолонаследника се намира в Аскер (кралският дворец е в Осло).

## Име
Окръгът е кръстен на крепостта Акешхус. Крепостта е построена през 1299 г., а значението на името е „укрепената къща на окръга Акер“. Името сега е малко подвеждащо, тъй като крепостта сега е извън Акешхус (от 1842 г. е в окръг Осло). Всъщност администрацията на Акешхус се намира и извън окръга, в центъра на Осло.

## Герб
Гербът е приет през 1987 г. Той показва фронтон от крепостта Акешхус.

## Личности
- Кристофер Айер (1998), футболист на Селтик, национален отбор.
- Хариет Бакър (1845-1932), художничка, получила образование в Осло, Берлин, Мюнхен и Париж.
- Джо Бенков (1924-2013), пилот и политик от Втората световна война, президент на Стортингет 1985-1993.
- Джон Карю (1979), бивш футболист (Валенсия, Лион, Астън Вила), с 24 гола за Норвегия.
- Бьорн Дели (1967), състезател по ски бягане и най-печелившият скиор в световен мащаб, с 8 златни медала от Зимни олимпийски игри.
- Кай Ейде, дипломат, писател и политик. Специален пратеник на ООН в Косово през 2005 г., ръководител на мисията на ООН в Афганистан 2008-2010 г.
- Аслаг Хага (1959), политик, член на парламента и правителството.
- Мортен Харкет (1959), музикант и певец, вокал на поп група А-ха.
- Тригве Ховелму (1911-1999), икономист и лауреат на Нобелова награда.
- Аникен Хуитфелд (1969)), политик, председател на комисията по външни отношения и отбрана на Стортингет.
- Карл Ото Льовенскиолд (1839-1916), политик и за кратко министър-председател в Стокхолм през 1884 г.
- Ролф Престхус (1936-1988), политик, бивш председател на Консервативната партия и министър на финансите.
- Ян Торе Санер (1966), политик, министър на финансите в Норвегия от 2020 г.
- Райулф Стин (1933-2014), политик, председател на Норвежката лейбъристка партия 1965-1975.
- Йохан Херман Весел (1742-1785), поет и сатирик.